# Халандырёва, Ольга Васильевна
Ольга Васильевна Халандырёва (род. 13 ноября 1981, Тула) — российская легкоатлетка, специалистка по бегу на короткие дистанции. Выступала на профессиональном уровне в 1998—2011 годах, двукратная чемпионка Всемирной Универсиады в Измире, многократная победительница и призёрка первенств всероссийского значения, участница Игр доброй воли в Брисбене, чемпионата Европы в помещении в Вене и других крупных международных стартов. Представляла Москву и Тульскую область. Мастер спорта России международного класса.

## Биография
Ольга Халандырёва родилась 13 ноября 1981 года в Туле. Занималась лёгкой атлетикой под руководством заслуженных тренеров России В. Н. Маринова, В. М. Маслакова, Н. М. Жуликова. Окончила Тульский государственный педагогический университет имени Л. Н. Толстого.
Начиная с 1998 года активно участвовала в различных юношеских и юниорских соревнованиях по лёгкой атлетике всероссийского уровня.
В 2001 году на зимнем чемпионате России в Москве с командой Тульской области завоевала серебряную награду в эстафете 4 × 200 метров. Попав в состав российской сборной, выступила на Играх доброй воли в Брисбене, где в эстафете 4 × 100 метров стала четвёртой.
В 2002 году удостоилась права защищать честь страны на чемпионате Европы в помещении в Вене — в программе 200 метров дошла до стадии полуфиналов. На летнем чемпионате России в Чебоксарах выиграла бронзовую медаль в беге на 200 метров.
В 2003 году одержала победу в эстафете 4 × 200 метров на зимнем чемпионате России в Москве, получила серебро в 200-метровой дисциплине на летнем чемпионате России в Туле.
В 2004 году на зимнем чемпионате России в Москве вновь выиграла эстафету 4 × 200 метров, в качестве запасной бегуньи находилась в составе российской эстафетной команды на Олимпийских играх в Афинах (при этом выйти здесь на старт ей не довелось).
На чемпионате России 2005 года в Туле с московской командой победила в эстафете 4 × 100 метров. Будучи студенткой, представляла страну на Всемирной Универсиаде в Измире, где завоевала золото в индивидуальном беге на 100 метров и в эстафете 4 × 100 метров.
В 2006 году в дисциплине 60 метров финишировала второй на Кубке Европы в помещении в Льевене, выиграла эстафету 4 × 100 метров на чемпионате России в Туле.
В 2008 году на зимнем чемпионате России в Москве стала серебряной призёркой в эстафете 4 × 200 метров.
В 2009 году получила серебро в эстафете 4 × 200 метров на зимнем чемпионате России в Москве, отметилась выступлением в беге на 100 метров на командном чемпионате Европы в Лейрии.
Завершила спортивную карьеру по окончании сезона 2011 года.
За выдающиеся спортивные достижения удостоена почётного звания «Мастер спорта России международного класса».